# Swat (stato)
Lo Stato di Swat fu uno stato principesco del subcontinente indiano, avente per capitale la città di Saidu Sharif.

## Storia
La regione dello Swat era già abitata migliaia di anni prima della costituzione dello Stato dal popolo Udyana che prosperò per la posizione strategica in cui era posto lo Stato, al crocevia di importanti aree di commercio sin dall'antichità e che conobbe il passaggio di Alessandro il Grande e del sultano Mahmud di Ghazni.
Swat divenne già nei primi secoli dopo Cristo uno dei principali centri del buddismo nell'area, con lo sviluppo della scuola Mahayana e la presenza del pellegrino cinese Fa-Hsien, che menzionò nel V secolo la presenza di circa 500 monasteri in tutta la valle. Dopo di lui, Sun Yun (519 d.C.), Hsuan-tsang (630 d.C.) e Wu-kung (752 d.C.) fecero visita a Swat e la definirono come una regione molto ricca con un clima favorevole, ampie foreste ed alberi da frutto.
La dinastia Kushan governò il paese per secoli sino a quando non venne spodestata dagli Hefalitinel V secolo e la gloria dei Gandhara terminò col declino del buddismo col consequenziale abbandono di oltre 1400 monasteri.
Dall'VIII secolo in poi, gli arabi iniziarono ad esercitare una certa pressione sull'area da ovest e gran parte delle terre passarono sotto dinastie di religione islamica. Diverse tribù pashtun e turche avanzarono verso Laghmanat, Ningarhar e Dir per invadere lo Swat, sconfiggendo buddisti e indù ed ottenendo il controllo dell'area. Tra il 1519 ed il 1520 queste tribù vennero sottomesse all'Impero moghul.
Dopo aver ottenuto nel XVIII secolo l'indipendenza dai moghul ed il governo dei capi religiosi, nel 1849 venne ufficialmente istituito lo Stato islamico di Swat sotto Sayyid Akbar Shah, anche se dopo la morte di questa e sino al 1915 la reggenza dello Stato fu sempre più complessa dai tumulti interni. Nel 1917 venne nominato regnante Miangul Abdul Wadud. Gli inglesi, che nel frattempo avevano ottenuto anche il protettorato sull'area, riconobbero questo nuovo Stato sovrano nel 1926. A seguito della dichiarazione d'indipendenza pakistana nel 1947, lo Stato venne annesso al Pakistan. Lo stato venne definitivamente abolito nel 1969 con la detronizzazione dell'ultimo Wali ad opera di una campagna contro il governo degli aristocratici portata avanti dallo Swat Liberation Movement (SLM). Lo stato venne definitivamente incorporato nel moderno Pakistan.

## Governanti
I regnanti dello Swat mantennero il titolo di Amir-e Shariyat e dal 1918 furono noti col nome di Padishah; il titolo venne cambiato con quello di Wali nel 1926 quando lo Stato divenne a tutti gli effetti parte del British Raj.
| Regno                             | Nome                                                   |
| --------------------------------- | ------------------------------------------------------ |
| 1849 - 11 maggio 1857             | Sayyid Akbar Shah (titolo di Amir-e Shariyat)          |
| 11 maggio 1857 - 1878             | Abdul Ghauffur Khan, detto anche 'Akhund di Swat'      |
| 1878–1915                         | Senza un regnante fisso al trono                       |
| 1915 - settembre 1917             | Said Abdul Jabbar Shah                                 |
| settembre 1917 - 12 dicembre 1949 | Miangul Abdul Wadud (Padishah dal 1918, Wali dal 1926) |
| 12 dicembre 1949 - 28 luglio 1969 | Miangul Jahan Zeb                                      |